# Sibylle Baier
Sibylle Baier (* 25. Februar 1955) ist eine deutsche Musikerin, Komponistin und ehemalige Schauspielerin. Die frühere Folk-Sängerin erlangte Bekanntheit durch das 2006 veröffentlichte Album Colour Green, welches Songs aus den Jahren 1970 bis 1973 enthält.

## Leben
Ihren ersten Song schrieb sie bereits als junges Mädchen während einer Reise über die Alpen. In dem von Wim Wenders 1973 realisierten Drama Alice in den Städten spielte sie eine kleine Nebenrolle. 2008 steuerte sie den Song Let Us Know zu Wenders’ Film Palermo Shooting bei. Als Komponistin engagierte man sie 1975 auch für Umarmungen und andere Sachen. Später zog sie in die USA und widmete sich ausschließlich ihren Kindern.
Ihr Album Colour Green, das sie zwischen 1970 und 1973 in Deutschland aufnahm, wurde zunächst nicht veröffentlicht. Etwa drei Jahrzehnte später erstellte ihr Sohn Robby eine CD aus ebendiesen Aufnahmen, die J Mascis von der Band Dinosaur Jr an das Indie-Label Orange Twin Records weiterleitete. Orange Twin veröffentlichte das Album am 7. Februar 2006.
Seit der Wiederentdeckung der Sängerin 2006 gelangten Songs von Baier auf verschiedene Kompilationen, darunter auf die Heft-CD Rare Trax Vol. 84 – Lost & Rare Tracks der deutschsprachigen Ausgabe des Rolling Stone.
Der Song I Lost Something in the Hills war 2019 auf dem Soundtrack der Netflix-Serie The End of the F***ing World vertreten.

## Diskografie
Kompilation
- 2006: Colour Green (Orange Twin Records; Aufnahmen von 1970–73)

Soundtrack
- 2008: Palermo Shooting (City Slang; Song Let Us Know)

## Filmografie
- 1973: Alice in den Städten (Nebenrolle)
- 1975: Umarmungen – und 1 Million zuviel (Musik)